# Wim Kayzer
Willem Arend (Wim) Kayzer (Den Haag, 17 oktober 1946 – Hilversum, 7 mei 2023) was een Nederlands journalist, programmamaker en schrijver.

## Levensloop
Wim Kayzer begon zijn loopbaan halverwege de jaren 1970 bij de VARA, waar hij meewerkte aan het radioprogramma Z.I.. Hij botste met de leiding van de VARA, die een luchtiger programma-aanbod wilde. Toen de VARA het programma Z.I in 1983 stopte, stapte Kayzer over naar de VPRO. Hij maakte gespreksprogramma's zonder opsmuk. De gespreksserie Nauwgezet en wanhopig won in 1989 de Zilveren Nipkowschijf. Kayzer weigerde de onderscheiding in ontvangst te nemen, omdat hij vond dat die naar de VPRO moest gaan, vanwege de ruimte die deze omroep aan het programma geboden had.
Hij maakte daarna nog meerdere gespreksprogramma's, zoals Een schitterend ongeluk en Van de schoonheid en de troost. Een steeds terugkerende vraag in zijn programma's was wat het leven de moeite waard maakt. Ook publiceerde hij enkele boeken.
Kayzer had als opvallend uiterlijk kenmerk een zwart lapje voor zijn linkeroog, waaraan hij blind was als gevolg van een vergissing bij een chirurgische ingreep, waarbij zijn oogzenuw onherstelbaar werd beschadigd. 
Wim Kayzer overleed op 76-jarige leeftijd op 7 mei 2023.

## Werk
Onderstaand een overzicht van het werk van Wim Kayzer:

### Radioprogramma’s
- Vanaf de tweede helft van de jaren zeventig t/m 1983 – Z.I. (VARA), een wekelijks programma op de zaterdagochtend met lange gesprekken, documentaires en opvallende reportages: in 1979 bijvoorbeeld maakte Kayzer samen met zijn latere vrouw Toni Boumans, documentairemaakster, een reportage over de van moord verdachte Annie E.

### Televisieprogramma's
- 1977 – Voorwaarts en niet vergeten (VARA), een in samenwerking met Hedda van Gennep, programma- en documentairemaakster, tot stand gekomen negendelige documentaire waarin aan de hand van interviews en archiefmateriaal een beeld wordt geschetst van de geschiedenis van de arbeidersbeweging in Nederland in de periode 1850-1920.
- 1984 – Het onderhoud (deze en verder genoemde programma's maakte Kayzer bij de VPRO), een maandelijkse reeks kritische gesprekken met belangrijke of invloedrijke mensen in een ondervragingssetting, namelijk in het duister onder een lamp aan een klein tafeltje.
- 1985/1986 – De waarheid en andere ongemakken, een serie televisievertellingen waarin Kayzer met verschillende mensen diverse door de mens gecreëerde fenomenen en/of woorden belicht.
- 1987 – Beter dan God. Een fantastische vertelling, een driedelige documentaire over genetica en genetische manipulatie.
- 1988 – Beter dan God. Een jaar later.
- 1989 – Nauwgezet en wanhopig, een vierdelige televisievertelling waarin aan de hand van de levensloop van vier schrijvers en denkers de menselijke geschiedenis van de twintigste eeuw in beeld wordt gebracht. Kayzer ontmoette:
  - Gabriel García Márquez, Colombiaans schrijver
  - György Konrád, Hongaars schrijver
  - Jorge Semprún, Spaans politicus en schrijver, en
  - George Steiner, Frans/Brits literatuurcriticus, schrijver en cultuurfilosoof.
- 1990 - Aan de voet van de heuvel, een driedelige televisievertelling waarin Kayzer in het Hilton-hotel in Boedapest gesprekken voert met uiteenlopende Hongaarse mensen naar aanleiding van de val van het communisme in Hongarije in 1989. Vijftig jaar onderdrukking wordt weergegeven door middel van anekdotes, herinneringen, bespiegelingen en liederen.
- 1991 – Over Dresden en Schopenhauer. Tweeluik.
- 1993 – Een schitterend ongeluk, een zevendelige televisievertelling waarin zes mensen, werkzaam als wetenschapper, hun visie geven op hun werk, de natuur en de mens, met als centraal thema cq hoofdvraag: 'Tot waar bent u gekomen in uw begrip over ons denken en doen? Waartoe heeft de wetenschap, of wat daarvoor door wil gaan, ons eigenlijk gebracht aan het eind van de 20ste eeuw: kennis of ook begrip?'. Of anders gezegd: 'Tot welk begrip heeft de duizelingwekkende wetenschappelijke analyse geleid aan het eind van onze even boeiende als sinistere 20ste eeuw?'. Kayzer ontmoette:
  - Daniel C. Dennett, Amerikaans filosoof, in zijn woonhuis nabij Dale Street in North Andover, Massachusetts
  - Freeman Dyson, Brits/Amerikaans theoretisch natuurkundige, in een kamer van het Jesus College van de Universiteit van Cambridge in Cambridge (GB)
  - Stephen Jay Gould, Amerikaans evolutionair bioloog en paleontoloog, in zijn werkkamer in het Museum of Comparative Zoology in Cambridge, Massachusetts
  - Oliver Sacks, Brits neuroloog en psychiater, in zijn studeer/werkkamer in Manhattan
  - Rupert Sheldrake, Brits biochemicus en celbioloog, in zijn woonhuis in de wijk Hampstead in Londen, en
  - Stephen Toulmin, Brits wetenschapsfilosoof, in een kamer van Hotel Ritz in Lissabon.
- 1995 – Vertrouwd en o zo vreemd, een vijfdelige televisievertelling over het menselijk geheugen. Kayzer hield in Huis Verwolde, gelegen in het Gelderse Laren, gesprekken met onder anderen:
  - Alan Baddeley, Brits geheugenpsycholoog
  - Merlin Donald, Canadees psycholoog
  - Elizabeth Loftus, Amerikaans psychologe
  - Gary Lynch, Amerikaans hersenwetenschapper
  - Willem Albert Wagenaar, Nederlands experimenteel psycholoog
  - Hans Bloemendal, Nederlands hoogleraar biochemie
  - Frans de Waal, Nederlands bioloog
  - Joseph Brodsky, Russisch/Amerikaans schrijver en dichter
  - Willem Leonard Brugsma, Nederlands journalist
  - G.L. Durlacher, Nederlands schrijver en socioloog
  - Ben Okri, Nigeriaans/Brits schrijver en dichter
  - Mario Vargas Llosa, Peruaans schrijver, en
  - Armando, Nederlands kunstschilder, schrijver en dichter.
- 2000 – Van de schoonheid en de troost. De vraag 'Vertel me wat dit leven de moeite waard maakt' was de grondslag voor een zevenentwintigdelige televisieserie waarin 26 mensen, werkzaam als schrijver, filosoof, wetenschapper, beeldend kunstenaar of musicus, vragen krijgen voorgelegd over schoonheid en troost en waarin zij ook reflecteren op de innige relatie tussen schoonheid en troost. Iedereen bleek het onderwerp niet alleen vanuit een bepaald perspectief te bezien, maar verbond de woorden schoonheid en troost ook met de meest persoonlijke ervaringen. Aan elk van hen is een afzonderlijke aflevering gewijd. De laatste aflevering bestaat uit een samenkomst van de meeste gasten. Kayzer ontmoette:
  - Freeman Dyson, Amerikaans theoretisch natuurkundige, in zijn woonhuis in Princeton, New Jersey
  - Leon Lederman, Amerikaans experimenteel natuurkundige, in het Fermilab, nabij Chicago, Illinois
  - Steven Weinberg, Amerikaans theoretisch natuurkundige, in zijn werkkamer op de Universiteit van Texas in Austin, Texas
  - Edward Witten, Amerikaans theoretisch natuurkundige, in het Institute for Advanced Study in Princeton, New Jersey
  - Stephen Jay Gould, in zijn werkkamer in het Museum of Comparative Zoology (sinds 1998 onderdeel van het Harvard Museum of Natural History) in Cambridge, Massachusetts, alsmede in de Jordan Hall van de New England Conservatory in Boston, Massachusetts
  - Elizabeth Loftus, Amerikaans psychologe, in haar woonhuis aan het Lake Washington (uitkijkend op Union Bay), nabij Seattle, Washington
  - Gary Lynch, Amerikaans hersenwetenschapper, in zijn tot werkruimte verbouwde trailer alsook in een nabijgelegen laboratorium voor hersenonderzoek van het Center for the Neurobiology of Learning and Memory aan de Mesa Road op de campus van de Universiteit van Californië - Irvine in Irvine, Californië
  - Jane Goodall, Brits antropologe en biologe, in een televisiestudio
  - George Steiner, Frans/Brits literatuurcriticus, schrijver en cultuurfilosoof, in zijn woonhuis nabij Midsummer Common in Cambridge (GB)
  - Martha Nussbaum, Amerikaans humanitair filosoof, in de studeerkamer van haar appartement in Chicago, kijkend op het Harold Washington Park gelegen aan het Lake Michigan
  - Richard Rorty, Amerikaans filosoof, in een Amerikaanse televisiestudio
  - Roger Scruton, Brits filosoof, in zijn woonboerderij nabij Brinkworth in Wiltshire (GB)
  - John M. Coetzee, Zuid-Afrikaans schrijver, in een hotelkamer in het centrum van Kaapstad en op Diaz Beach (Zuid-Afrika)
  - György Konrád, Hongaars schrijver, in een kamer van een grachtenpand staand aan de Zeedijk en uitkijkend op de Oudezijds Voorburgwal in Amsterdam
  - Rutger Kopland, Nederlands dichter en schrijver, in het tuinhuisje van zijn woonhuis gelegen aan de spoorlijn Assen-Groningen in Glimmen
  - Germaine Greer, Australisch schrijfster (Greer maakte een homevideo, onder andere in het zuidwesten van West-Australië en in Papunya, een kleine nederzetting van Aboriginals gelegen in het Noordelijk Territorium)
  - Simon Schama, Brits historicus en schrijver, in een hotelkamer van The Ritz aan Piccadilly in Londen, uitkijkend op Green Park
  - Wole Soyinka, Nigeriaans schrijver en dichter, in een zaaltje voor Afrikaanse kunst in het Michael C. Carlos Museum, onderdeel van de Emory-universiteit, in Atlanta, Georgia
  - Tatjana Tolstaja, Russisch schrijfster
  - Dubravka Ugrešić, Kroatisch schrijfster, onder andere op een rommel- en curiosamarkt op een braakliggend terrein gelegen aan de Moritzplatz in Berlijn
  - Vladimir Ashkenazy, Russisch pianist, in de grote repetitiezaal van het Deutsches Symphonie-Orchester Berlin in het gebouw van de Sender Freies Berlin aan de Masurenallee in Berlijn
  - Catherine Bott, Brits sopraan, in de grote zaal van het Concertgebouw in Amsterdam
  - Richard Dufallo, Amerikaans dirigent, in de grote zaal van het Muziekcentrum Vredenburg in Utrecht
  - Yehudi Menuhin, Amerikaans/Brits violist en dirigent, onder andere in zijn woonhuis aan Chester Square in Londen
  - Rudi Fuchs, Nederlands kunsthistoricus, in de studeerkamer van zijn woonhuis in Amsterdam, en
  - Karel Appel, Nederlands kunstschilder en beeldhouwer.
- 2002 – Voetnoten uit het voorlopig testament van de danser, de dichter en de tekenaar, een documentaire waarin Kayzer gesprekken voert met Rudi van Dantzig, choreograaf en schrijver, Willem Wilmink, dichter, en Marten Toonder, tekenaar, over de manier waarop zij vroeger in het leven stonden en op welke manier nu. De gesprekken gaan onder andere over hun jeugd, de Tweede Wereldoorlog, dromen, werk, de dood en de toekomst van de wereld.

### Boeken
- 1986 – Geen dag, geen nacht, maar ook geen schemering, een bundeling korte verhalen, waarin Kayzer als waarnemer het alledaagse bestaan onverwacht van haar vanzelfsprekendheid ontdoet, mede naar aanleiding van een uitzending van het radioprogramma Het Spoor (VPRO, 1985, titel 'Vrijheid is voor de goddelozen') over het begrip 'vrijheid'.
- 1988 – Onfatsoenlijke herinneringen, het debuut van Kayzer als romanschrijver.
- 1993 – Een schitterend ongeluk
- 2000 – Het boek van de schoonheid en de troost
- 2004 – De waarnemer
- 2014 – De laatste tafel
- 2024 - De gelukkigste jaren van de mensen (postuum verschenen, november 2024)

- Bibliothèque nationale de France: cb16729878x (data)
- International Standard Name Identifier: 0000 0000 2424 5345
- Library of Congress Control Number: n79134640
- Nationale Bibliotheek van Israël: 987007325109505171
- Nederlandse Thesaurus van Auteursnamen: 072798203
- Système universitaire de documentation: 129587575
- Virtual International Authority File: 13597476
- WorldCat: E39PBJdGFTV8mQVrBJWJKxcByd